# Monte Hotaka
Il monte Hotaka (穂 高 岳 Hotaka-dake), noto anche come monte Hotakadake è, con i suoi 3.190 m sul livello del mare, il massiccio più alto del gruppo delle Alpi giapponesi settentrionali e la terza montagna più alta del Giappone. Tutte le cime principali dell'Hotaka, ad eccezione del Monte Maehotaka, giacciono al confine tra le città di Matsumoto, nella Prefettura di Nagano e Takayama, nella Prefettura di Gifu.
Dal 1934 il monte Hotaka è interamente compreso all'interno del parco nazionale di Chūbu-Sangaku. È inoltre stato inserito nella lista delle cento montagne famose del Giappone, compilata dall'alpinista nipponico Kyūya Fukada
Il monte Hotaka viene anche definito "il capo delle Alpi settentrionali" (盟主 ア ル プ プ の 盟主 Kita-Arupusu no Meishu).

## Vette principali
- Il monte Okuhotaka (奥 穂 高 岳 Okuhotakadake) è la vetta più alta della catena montuosa di Hotaka e la terza più alta in Giappone dopo il Fuji e il monte Kita. I suoi 3.190 m lo rendono è il più alto nelle prefetture di Nagano e Gifu.
- Il monte Karasawa (涸 沢 岳 Karasawa-dake) si trova su una dorsale tra il monte Kitahotaka e il valico di Shirade (白 出 の コ ル). Il punto di triangolazione in alto è a 3.103 m mentre il picco raggiunge i 3110 m .
- Il monte Kitahotaka (北 穂 高 岳 Kitahotaka-dake), 3.106 m, è il secondo più alto dei picchi di Hotaka, situato all'estremità settentrionale dell'intervallo. Takidani (滝 谷), sulla parete ovest della montagna, è una zona giapponese ben nota, prominente e rocciosa.
- Il monte Maehotaka (前 穂 高 岳 Maehotaka-dake) è alto 3.090 m ed è collegato al monte Okuhotaka tramite la cresta Tsuri (吊 り 尾根 Tsuri-one). A nord si estende la cresta di Kita (北 尾根 Kita-one). A ovest ci sono rocce in direzione di Okumatashiro (奥 又 白).
- Il monte Myōjin (明 神 岳 Myōjin-dake), con una vetta di 2.931 m, si trova su una catena montuosa che si estende a sud del monte Maehotaka.
- Il monte Nishihotaka (西 穂 高 岳 Nishihotaka-dake), a 2.909 m, si trova su una catena montuosa a sud-ovest del monte Okuhotaka, vicino alla fine della cresta.
- Il monte Aino (間 ノ 岳 Aino-dake), con un picco a 2.907 m.s.lm., si trova su una cresta tra il monte Okuhotaka e il monte Nishihotaka.
- Gamadafuji (蒲 田富士 Gamadafuji), 2742 m, è la vetta occidentale del Karasawadake.

## Arrampicata

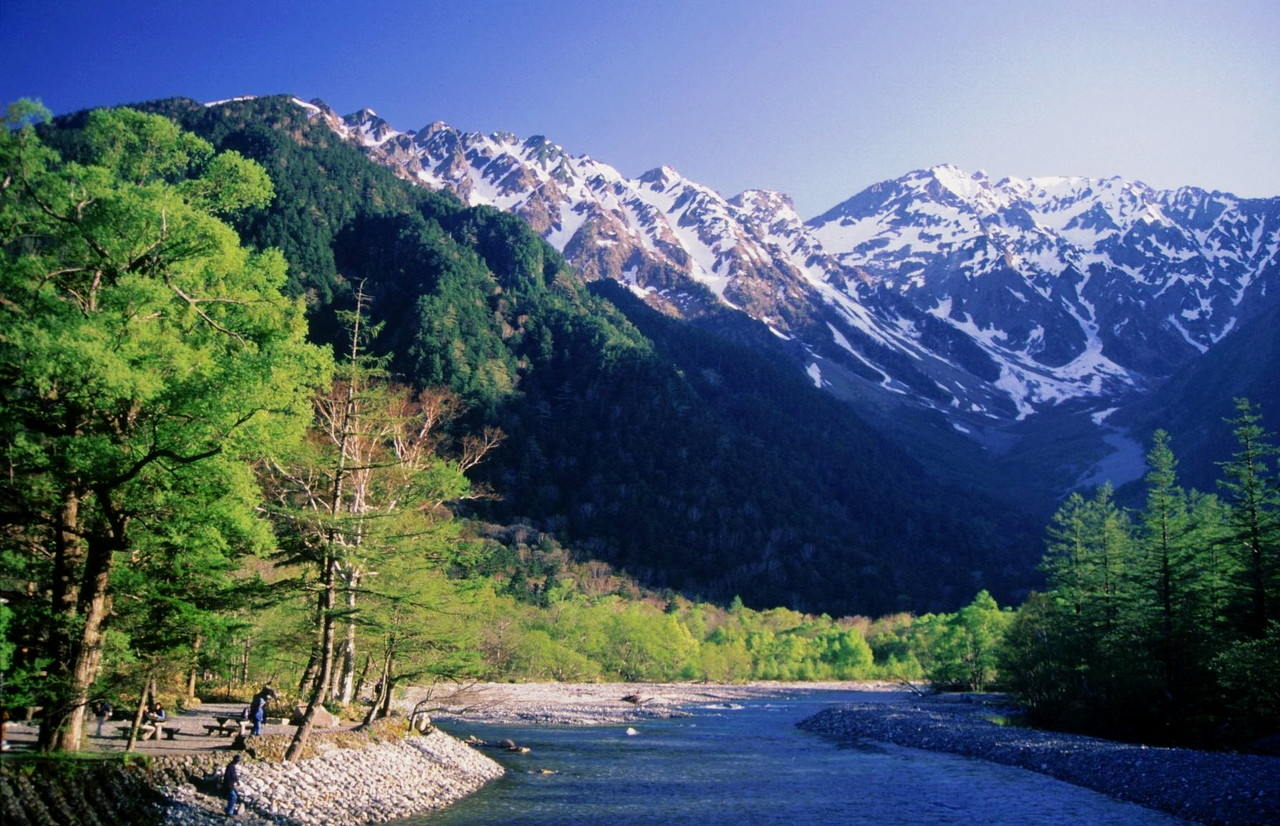
Il monte Hotaka ed il fiume Azusa da Kamikōchi

Anche se le montagne di Hotaka sono spesso scalate durante i periodi di neve persistente, come la Golden Week, i seguenti percorsi sono rigorosamente per i periodi senza neve. Quando la neve è caduta, l'area diventa estremamente pericolosa. Le rotte potrebbero diventare impraticabili, quindi è necessaria un'attenzione speciale.
La base alpinistica di Karasawa si trova in una formazione ad U dominata dal Monte Okuhotaka, dal Monte Maehotaka e dalla Cresta Tsuri che collega i due. Poiché Karasawa è posta sul lato nord delle montagne, la neve è presente durante tutto l'anno.
A nord, oltre una ripida discesa e salita al Daikiretto, la cresta continua attraverso il Monte Minami (南岳 Minami-dake), il Monte Ōbami (大 喰 岳 Ōbami-dake), che termina sul Monte Yari. A sud, una catena si estende dal Monte Okuhotaka attraverso il Monte Nishihotaka al Monte Yake. La cresta Tsuri corre dal Monte Okuhotaka al Monte Maehotaka, da dove un sentiero conduce attraverso una formazione di origine glaciale al ponte Kappabashi a Kamikōchi. Arrampicata sul lato Gifu, dall'Hotaka Mountain Cottage (荘 高 岳山 荘 Hotakadake Sansō) passando per Shiradezawa (白 出 沢 shiradezawa) o prendendo la Shinhotaka Ropeway da Nishihotaka-dake, la strada e Shinhodaka Onsen (新 穂 高 温泉 Shinhodaka-onsen) possono essere raggiunto nella valle sottostante.